# 피멘텔
피멘텔(Pimentel), 사르데냐어로 프라만텔루(Pramantellu)는 이탈리아의 사르데냐 주에 있는 수드사르데냐도의 코무네로, 칼리아리에서 북쪽으로 약 30 킬로미터 (19 mi) 떨어져 있다. 2004년 12월 31일 기준으로 인구는 1,200명이며 면적은 15.0 제곱킬로미터 (5.8 mi2)이다.
피멘텔은 다음 지자체와 접한다: 바랄리, 구아실라, 오르타체수스, 사마차이.